# Endophthora tylogramma
Endophthora tylogramma är en fjärilsart som beskrevs av Edward Meyrick 1924. Endophthora tylogramma ingår i släktet Endophthora och familjen äkta malar. Inga underarter finns listade i Catalogue of Life.